# Lámpara incandescente

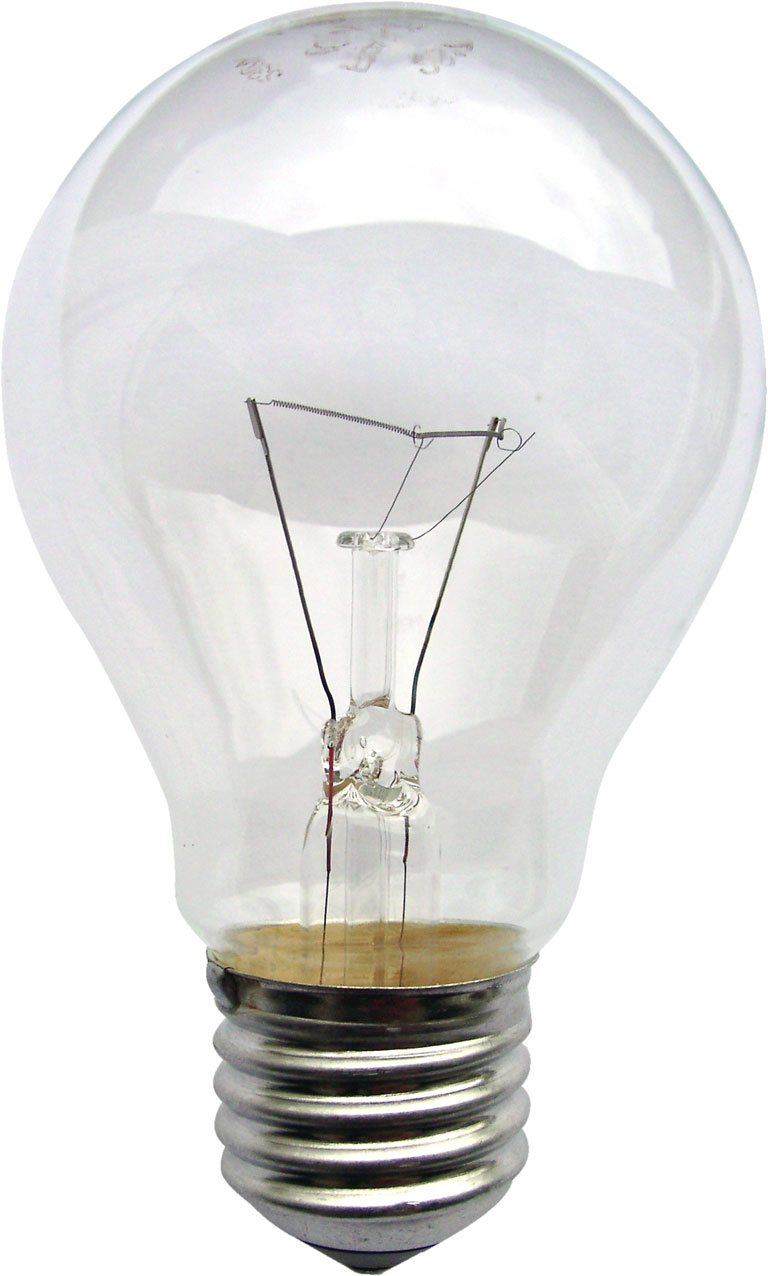
Lámpara incandescente.

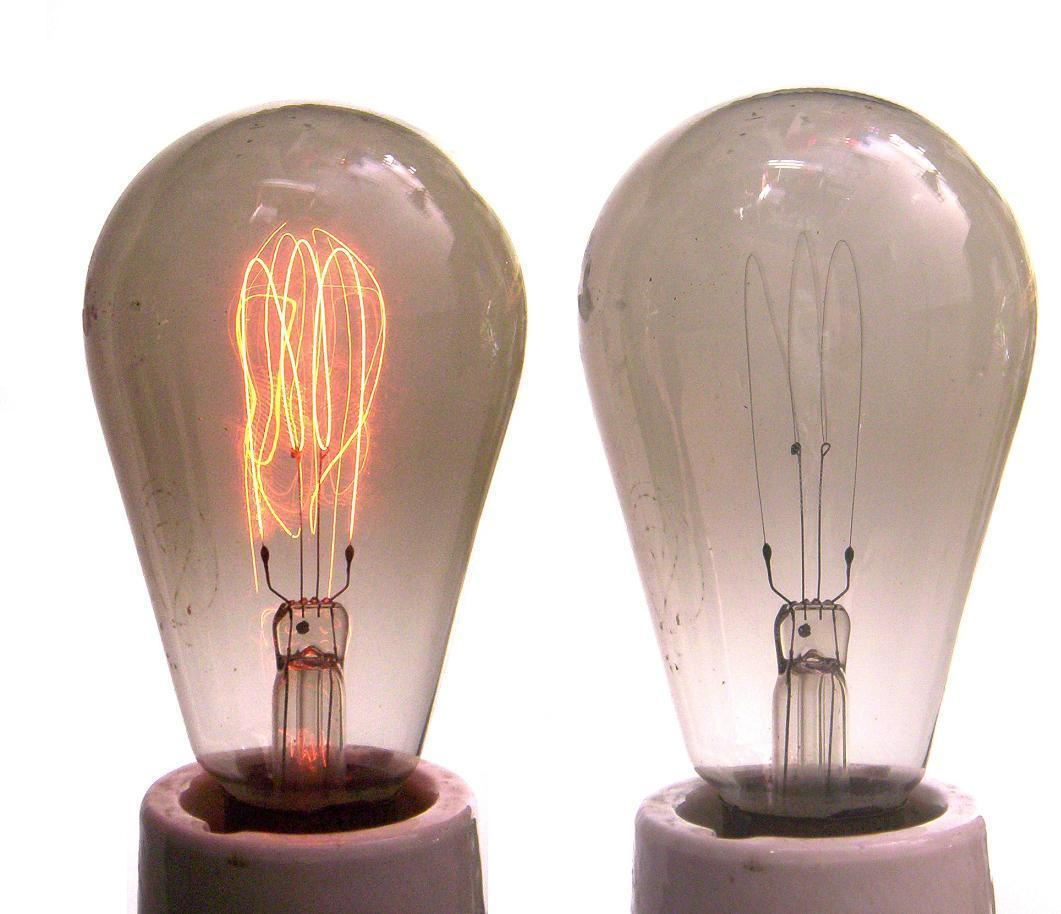
Lámpara incandescente antigua, con filamento de carbono.

Una lámpara incandescente (mejor conocida como bombilla —en España, ampolleta —en Chile—, bombillo —en Venezuela— o foco —en Argentina y Perú—) es una fuente que produce luz artificial. En la lámpara incandescente, un conductor eléctrico, en concreto de tungsteno, se calienta mediante una corriente eléctrica hasta ponerlo al rojo blanco. El filamento está encerrado en un bulbo de vidrio al vacío o con un gas inerte que protege al filamento de la oxidación. La corriente es proporcionada a los filamentos por terminales o alambres encerrados en el cristal.
Es muy usada en la actualidad para la iluminación de espacios habitables. Sin embargo, dado que es muy ineficiente (alrededor de 10-22 lm/W en comparación con 61-140 lm/W de los led blancos), en varios lugares, incluidas la Unión Europea, Suiza, la República Popular China y Australia, han puesto en marcha la prohibición de la fabricación y venta de lámparas incandescentes de baja eficiencia energética. Esto tiene como objetivo aumentar la eficiencia energética y, por lo tanto, ahorrar energía.

## Historia
En 1848 el estadounidense John Wellington inventó una lámpara incandescente que resultó de demasiada corta duración. En 1860, el inglés Joseph Swan reanudó la investigación con un filamento de carbono, emplazado dentro de un recipiente de vidrio, pero el problema siguió siendo el mismo: el vacío creado en la bombilla resultaba insuficiente y el filamento se quemaba en pocos minutos. Esta invención permitió resolver el problema de la división de la luz eléctrica, tal y como era descrita en aquella época, y que consistía en la imposibilidad de tener encendidos a la vez varios puntos de luz en un único circuito.
Joseph Wilson Swan recibió la patente británica para su dispositivo en 1879, alrededor de un año antes que Thomas Alva Edison. Swan comunicó el éxito a la Sociedad Química de Newcastle (Newcastle Chemical Society), y en una conferencia en febrero de 1879, mostró una lámpara funcionando. Al comienzo de ese año empezó a instalar bombillas en hogares y señales en Inglaterra. En 1881 creó su propia compañía, The Swan Electric Light Company, y empezó la producción comercial. Thomas Alva Edison fue el primero en patentar una bombilla incandescente de filamento de carbono, viable fuera de los laboratorios, es decir, comercialmente viable. La patentó el 27 de enero de 1880 (n.º 285.898). 
Anteriormente, otros inventores habían desarrollado modelos que funcionaban en laboratorio, incluyendo a Henry Woodward, Mathew Evans, James Bowman Lindsay, William Sawyer y Warren de la Rue.
El alemán Heinrich Göbel había registrado su propia lámpara incandescente en 1855, y el 11 de julio de 1874 se le concedió al ingeniero ruso Aleksandr Lodygin la patente n.º 1619 para una lámpara incandescente. El inventor ruso utilizó un filamento de carbono. Posteriormente, las mejoras de Edison permitieron que la lámpara incandescente tuviera una duración más larga.
La bombilla es uno de los inventos más utilizados por el ser humano desde su creación hasta la fecha. Según una lista de la revista Life, es la segunda invención más útil del siglo XIX.[cita requerida] La comercialización de la bombilla por parte de la compañía de Edison estuvo plagada de disputas por las patentes con sus competidores.
En 2009, una Directiva de la Unión Europea estableció un plazo para que en los Estados miembros dejaran de fabricar y comercializar lámparas incandescentes. El 1 de septiembre de 2009 se prohibió la fabricación y distribución de lámparas de potencia igual o superior a 100 W y el 1 de septiembre de 2010 las bombillas de 75 W. Un año después, el 1 de septiembre de 2011, las bombillas de 60 W y, por último, el 1 de septiembre de 2010 se retiraron las bombillas de 40 y 25 W.  Las bombillas incandescentes están siendo sustituidas por opciones más eficientes, como las bombillas fluorescentes compactas y las basadas en tecnología led.
En el parque de bomberos de Livermore (California) hay una bombilla incandescente que lleva encendida desde el año 1901, lo que supone que en 2014 su vida útil ha llegado a las 989 880 horas.

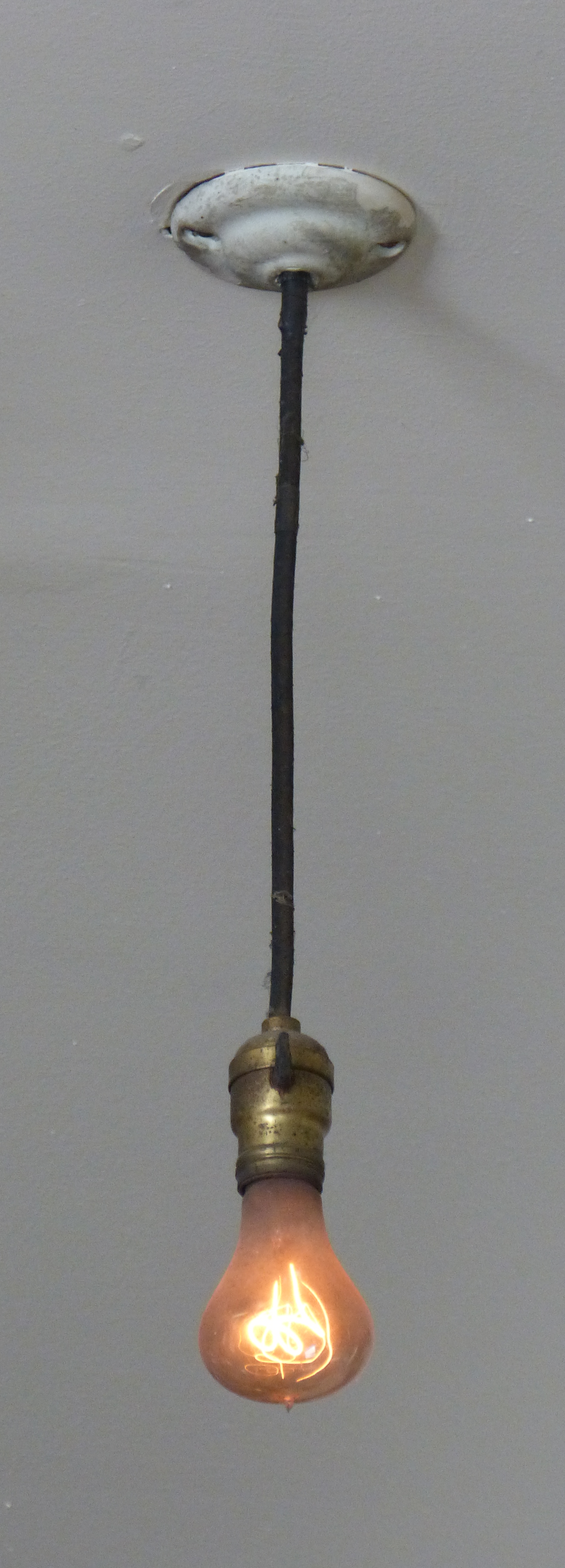
La bombilla incandescente apodada la “bombilla centenaria”, centennial light bulb, que permanece encendida durante desde hace más de cien años, instalada en Livermore, California.

## Funcionamiento y partes de la bombilla incandescente
|  | 1. Envoltura, ampolla de vidrio o bulbo. 2. Gas inerte. (Comúnmente: Argón). 3. Filamento de tungsteno. 4. Hilo de contacto (va al pie, al extremo del casquillo). 5. Hilo de contacto (va a la rosca del casquillo). 6. Alambre(s) de sujeción y disipación de calor del filamento. 7. Conducto de refrigeración y soporte interno del filamento. 8. Base de contacto. 9. Casquillo metálico. 10. Aislamiento eléctrico. 11. Pie de contacto eléctrico. |

Consta de un filamento de tungsteno muy fino, encerrado en una ampolla de vidrio en la que se ha hecho el vacío, o se ha rellenado con un gas inerte, para evitar que el filamento se volatilice por las altas temperaturas que alcanza. Se completa con un casquillo metálico, en el que se ubican las conexiones eléctricas.
La ampolla varía de tamaño proporcionalmente a la potencia de la bombilla, puesto que la temperatura del filamento es muy alta y, al aumentar la potencia y el desprendimiento de calor, es necesario aumentar la superficie de disipación de calor.
Inicialmente en el interior de la ampolla se hacía el vacío. Actualmente la ampolla está rellena de algún gas noble (normalmente kriptón o argón) que impide la combustión del filamento.
El casquillo sirve para fijar la bombilla en una lámpara por medio de una rosca (llamada rosca Edison) o un casquillo de bayoneta. En la mayor parte del mundo, los casquillos de rosca para bombillas de potencias medias se designan con el código de roscas Edison E-27, representando este número el diámetro en milímetros de su rosca. Es también muy frecuente una talla menor de rosca, la llamada E-14 para potencias menores, o rosca Mignon, y la llamada Goliath, E-40, reservada para bombillas de gran potencia.
En países como Francia o el Reino Unido, está o ha estado en uso para servicio regular durante muchos años, el casquillo de bayoneta en sus versiones de doble contacto, tanto de paso ancho (B22d o B-22d) similar en tamaño al E-27 y adecuado para bombillas estándar, como el estrecho (BA15d o BA-15d), equivalente al E-14 y por tanto más indicado para bombillas de pequeño tamaño, tales como del tipo vela, esféricas, miniatura y decorativas. Esta clase de casquillo deriva directamente del originalmente ideado por Swan, existiendo también versiones de un solo contacto, tanto en los diámetros antes mencionados como en pasos más estrechos, tales como el BA-10 o el BA-5, de 10 y 5 mm de diámetro respectivamente.
En Norteamérica existen otros tipos de casquillo normalizados, si bien todos ellos son del tipo de rosca derivados del original de Edison. Entre ellos está, principalmente, el E-26, que es exactamente el primitivo que Thomas Alva creó, manteniendo sus medidas y su paso de rosca. El E-27 es totalmente compatible con él, y ambos se aplican a lámparas estándar de uso normal. Para las lámparas de pequeño tamaño, en Estados Unidos utilizan un casquillo similar al Mignon, si bien es algo más estrecho; es el E-12, conocido también como Candelabra, y su diámetro es de 12 mm. A su vez, hay otro tipo intermedio que procede de Japón, el E-17 o Intermediate, con un diámetro de 17 mm y aplicable a lámparas de pequeño y medio tamaño. Como curiosidad, hay que citar que en España es corriente encontrar tales tamaños de casquillo en las lámparas que traen algunas guirnaldas navideñas, las cuales, como es natural, están provistas de los correspondientes portalámparas, que, de otra forma, son prácticamente imposibles de encontrar en ese mercado.
Para lámparas de gran potencia, en Norteamérica se utiliza un casquillo equivalente al E-40 europeo, aunque con un milímetro menos de calibre, por lo que se denomina E-39, aunque se conoce popularmente como Mogul.
Hay muchos otros tipos de encasquillado para lámparas incandescentes y de descarga, sobre todo en lo relativo a aplicaciones especiales, si bien los tipos de rosca Edison o bayoneta Swan, en sus distintos formatos, son los más populares para usos normales.

## Propiedades
La bombilla incandescente es la de más bajo rendimiento luminoso de las bombillas utilizadas: de 12 a 18 lm/W (lúmenes por vatio de potencia) y la que menor vida útil o durabilidad tiene: unas 1000 horas, pero es la más difundida, por su bajo precio y el color cálido de su luz. Esto es normal, por ser la primera, y ocurre en todos los casos; los modelos sucesivos no habrían visto la luz de no ser mejores.
Si bien hubo patentes en Estados Unidos de bombillas de luz de hasta 200 000 horas nunca se fabricaron por ser económicamente inviables. En 1924 el cártel Phoebus, que agrupaba a los principales fabricantes de Europa y los Estados Unidos, pactó limitar la vida útil de las bombillas eléctricas a 1000 horas (obsolescencia programada). Oficialmente este cártel nunca existió.
No ofrece muy buena reproducción de los colores, ya que no emite en la zona del espectro de colores fríos, pero al tener un espectro de emisiones continuo logra contener todas las longitudes de onda en la parte que emite del espectro.

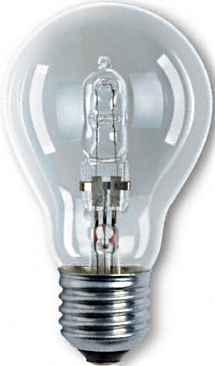
Lámpara halógena de xenón con rosca E27.

Su eficiencia es muy baja, ya que solo convierte en luz visible alrededor del 15 % de la energía consumida. Otro 25 % se transforma en energía calorífica y el 60 % restante en radiación no perceptible, luz ultravioleta y luz infrarroja, que acaban convirtiéndose en calor.
Sin embargo el concepto de eficiencia es relativo, y puede considerarse bajo solo en el caso de que se contemple la conversión de energía eléctrica en luz. Justamente debido a sus supuestas limitaciones, su uso durante el invierno convierte a la lámpara incandescente en un objeto que transforma la energía eléctrica en luz y calor de manera perfectamente eficiente (por ejemplo en una lámpara de mesa), especialmente en espacios donde a su vez se requiere calefacción, ya que el calor que desprende se encuentra en el sitio más cercano y necesario. Además, en la comparación por ejemplo con las lámparas de bajo consumo, debe considerarse el proceso de fabricación, su contenido de mercurio y la radiación electromagnética. No obstante durante el verano o en épocas de calor sí sería válido el aspecto de ineficiencia por desperdicio de energía (en calor) innecesario.

## Lámpara halógena
Un perfeccionamiento de la lámpara de incandescencia es la lámpara halógena, basada en el mismo principio, pero con varias mejoras que consiguen un rendimiento luminoso un poco mejor y también un, relativo, mejor rendimiento de color.

## Las pruebas mazda
En 1927 se realizaron en Hollywood una serie de pruebas para incorporar la iluminación incandescente, o de tungsteno, en la industria cinematográfica. Estas pruebas se realizaron por la necesidad de encontrar una iluminación que funcionara con las películas pancromáticas, que se estaban popularizando al momento.
Antes de las pruebas se utilizaban lámparas de vapor de mercurio o lámparas de arco. Las primeras iluminaban con una luz azul y verde, lo que hasta entonces había sido suficiente puesto que las películas ortocromáticas que se utilizaban sólo eran sensibles a los tonos azules y violetas. Pero con la llegada de la película pancromática, sensible a toda la gama cromática, hubo que buscar alternativas como la iluminación incandescente o de tungsteno.

## Bombillas de bajo consumo

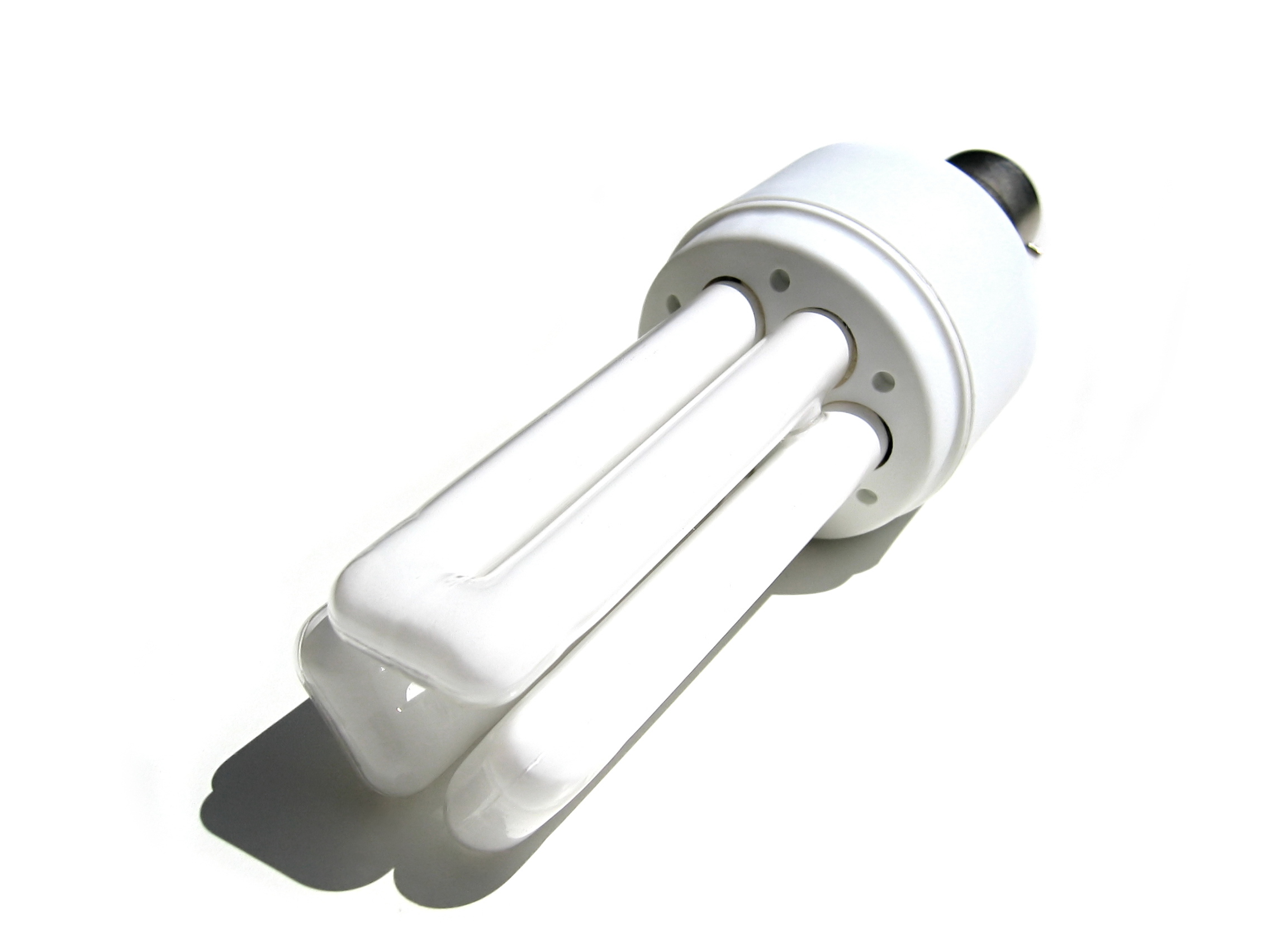
Luz fluorescente de bajo consumo

Las bombillas de bajo consumo, utilizan la tecnología de los fluorescentes para generar luz con un mejor rendimiento energético que las bombillas de incandescencia, pero con una apariencia de bombilla. Algunas de las bombillas de bajo consumo, incorporan además una tuerca compatible con la de las bombillas de incandescencia.
La potencia lumínica de las bombillas se suele expresar en vatios (y el flujo luminoso en lumen). Las bombillas de bajo consumo generan la misma luz que las bombillas de incandescencia con menor consumo, aunque durante el arranque el consumo es mucho más alto de lo que consta en funcionamiento real.
La potencia consumida por las bombillas de incandescencia domésticas suele variar entre los 40 W (poca luz) hasta 100 W (más luz), mientras que las de bajo consumo consumen sólo entre 7 y 23 W y dan la misma luz que las de incandescencia.

## Esfuerzos para mejorar la eficacia de las bombillas incandescentes
Se han llevado a cabo algunas investigaciones para mejorar la eficacia de las lámparas incandescentes comerciales. En 2007, General Electric anunció un proyecto de lámpara incandescente de alta eficiencia (HEI, High Efficiency incandescent), que, según afirmaban, sería en última instancia hasta cuatro veces más eficiente que las incandescentes actuales, aunque su objetivo de producción inicial era aproximadamente el doble de eficiente. El programa HEI finalizó en 2008 debido al lento progreso. La investigación del Departamento de Energía de EE. UU. en los Laboratorios Nacionales Sandia indicó inicialmente el potencial de una eficiencia dramáticamente mejorada a partir de un filamento de red fotónica. Sin embargo, trabajos posteriores indicaron que los resultados inicialmente prometedores eran erróneos.
Impulsado por la legislación de varios países que exige una mayor eficiencia de las bombillas, Philips ha introducido las bombillas incandescentes híbridas. Las incandescentes Halogena Energy Saver pueden producir alrededor de 23 lm/W; alrededor de un 30 por ciento más eficientes que las incandescentes tradicionales, al utilizar una cápsula reflectante para reflejar la radiación infrarroja que antes se desperdiciaba hacia el filamento, desde donde parte se reemite como luz visible. Este concepto fue iniciado por Duro-Test en 1980 con un producto comercial que producía 29,8 lm/W. En teoría, los reflectores más avanzados basados en filtros de interferencia o cristales fotónicos pueden dar como resultado una mayor eficiencia, hasta un límite de aproximadamente 270 lm/W (40% de la eficacia máxima posible). Los experimentos de prueba de concepto de laboratorio han producido hasta 45 lm/W, acercándose a la eficacia de las bombillas fluorescentes compactas.

## Véase también

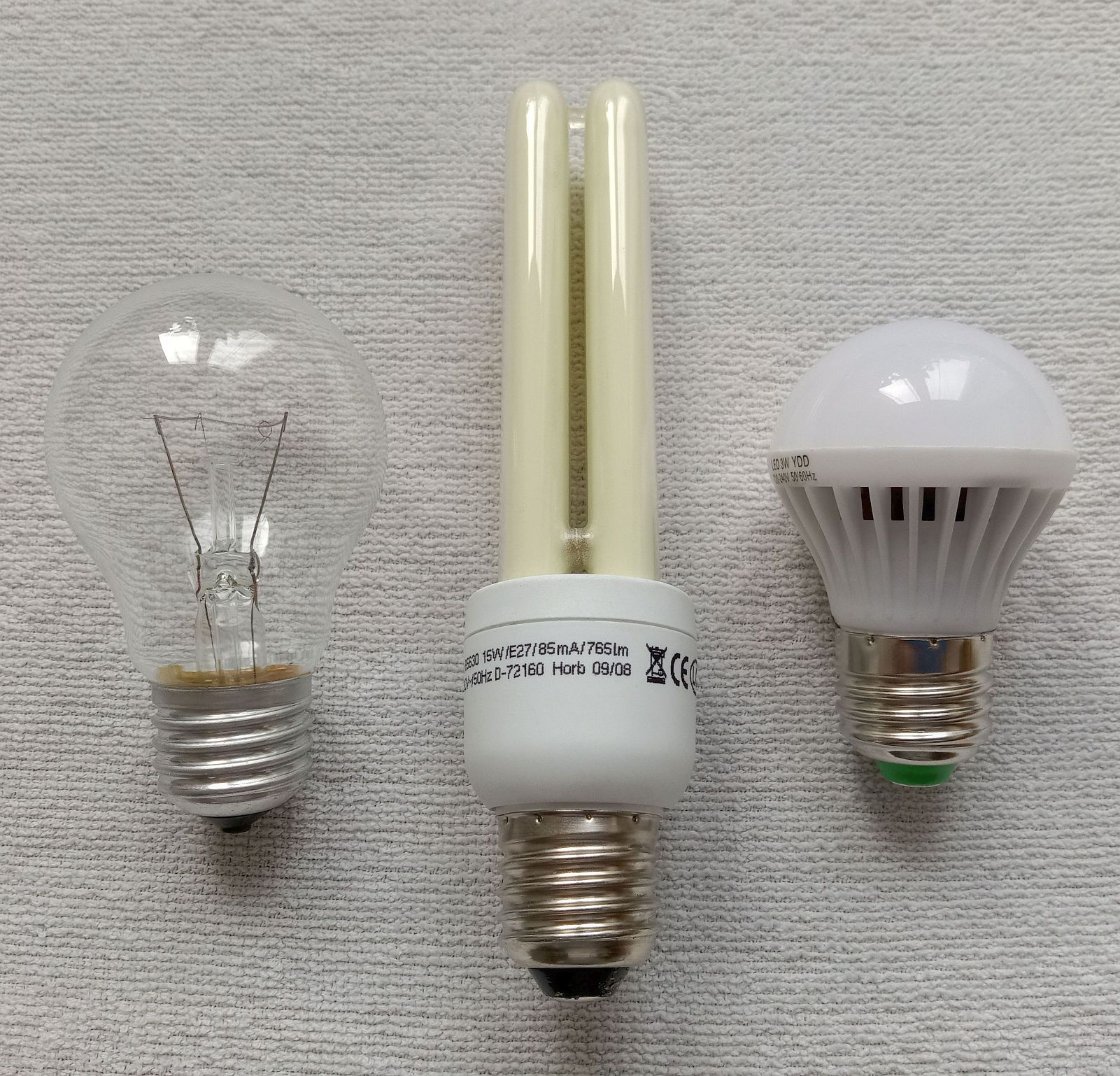